# Gruppvåldtäkten i Birbhum, Västbengalen, 2014
Gruppvåldtäkten i Birbhum, Västbengalen, 2014 ägde rum den 21 januari. Offret var en 20-årig flicka från en by i Birbhum-distriktet och våldtäkten var ett straff beordrat av Salishi Sabha, en lokal "folkdomstol" i en skenrättegång, för att hon haft en relation med en ung man från ett annat område i Indien. "Folkdomstolen" dömde först ungdomarna till böter på 50.000 Rs. När de inte kunde betala blev straffet istället att flickan skulle utsättas för en gruppvåldtäkt, som också genomfördes. 
Männen som utförde våldtäkterna dömdes alla till 20 års fängelse.